# Eciton jansoni
Eciton jansoni é uma espécie de formiga do gênero Eciton.